# Ramet (clone)
Pour les articles homonymes, voir Ramet.

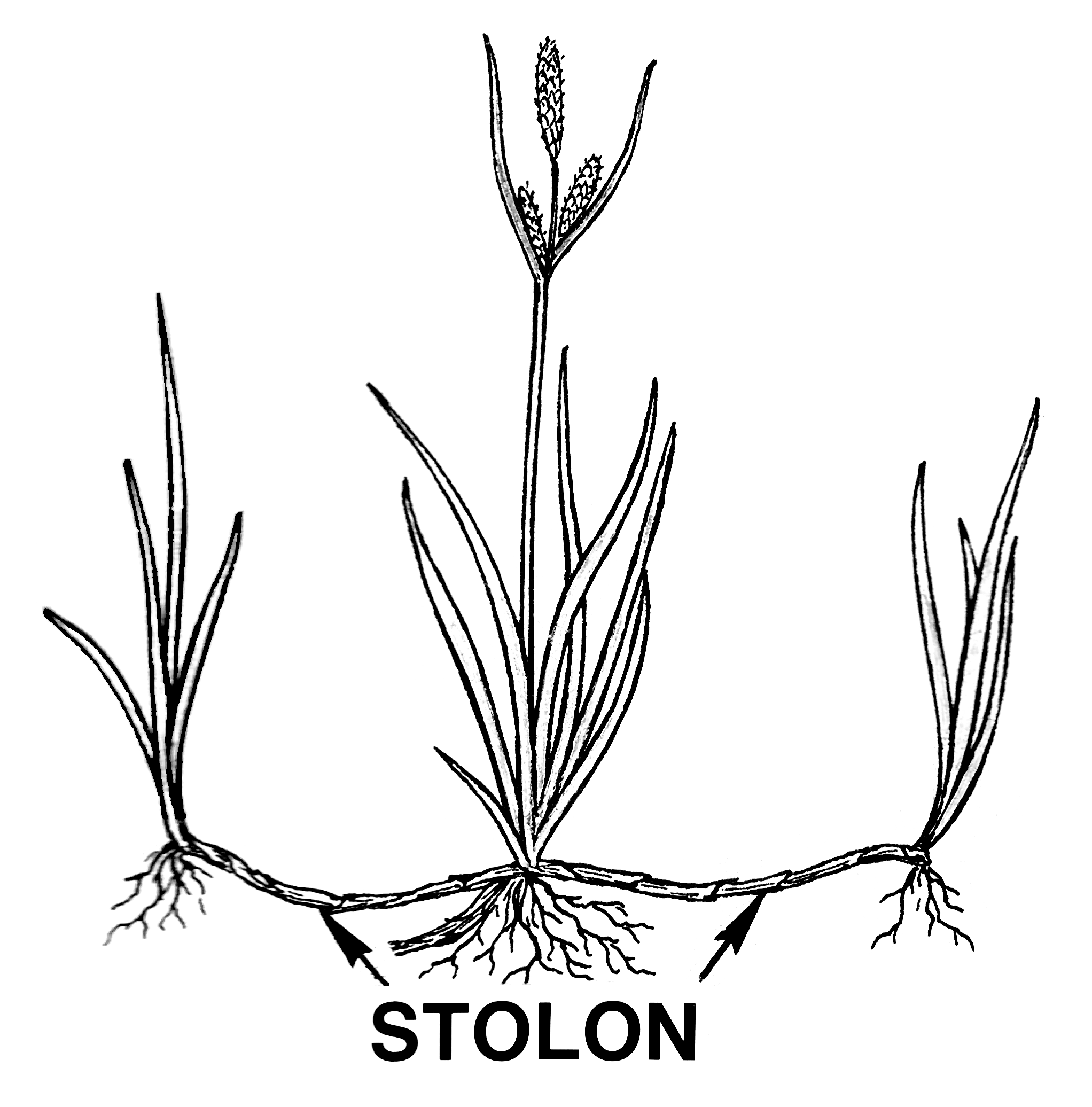
Le genet peut être constitué de plusieurs ramets : le genet est ici relié à ses ramets par un stolon.

Un ramet (individu génétique à l'instar d'un rameau) , appelé talle chez les poacées (graminées), est un clone naturel ou artificiel d'un ortet initial (la « tête de clone »). Il est issu de la reproduction asexuée ou clonale qui consiste en la production, par embryogenèse somatique, d’individus appelés « modules » ou « ramets » (terme anglophone), génétiquement identiques et potentiellement indépendants. Un ramet correspond à l'individu en tant qu'entité fonctionnelle et morphologique, c'est-à-dire une structure autonome assurant l'ensemble des fonctions vitales, ce qui le différencie du genet correspondant à l'individu en tant qu'entité génétique.
Chez les végétaux multipliés par bouturage, chacun des individus obtenus est un ramet. La plante fournissant les boutures peut être l'ortet initial, mais le plus souvent est elle-même un ramet issu d'un bouturage préalable.
Certains végétaux forment naturellement des ramets, comme le chêne, l'olivier ou les trognes, phénomène appelé réitération. Ceux-ci apparaissent normalement lorsque l'arbre initial vieillit, sous forme d'un rejet partant de la souche. Ils se développent alors rapidement et prennent l'ascendant sur la souche initiale, qui dépérit petit à petit et finit par disparaître. Si la souche initiale était de grande taille, et qu'elle s'est entièrement désagrégée, on observe alors sur le lieu de sa périphérie des arbres indépendants qui sont des ramets naturels.
Les plantes ont la capacité de coloniser l'espace à grande distance par reproduction sexuée mais aussi à courte distance par reproduction asexuée ou clonale. Une des formes de croissance clonale existante est le développement latéral via des tiges modifiées (stolons ou rhizomes). Cette croissance peut se faire de manière rapide par un réseau très dispersé avec peu de ramifications (stratégie dite « guérilla » avec occupation de sites peu défendus et abandon rapide des sites devenus défavorables) ou à l'inverse, lentement par un réseau très agrégé (stratégie « phalange » avec occupation durable des sites colonisés). À l'extrême, chez certaines espèces dites cespiteuses, les modules semblent même soudés entre eux (en fait les entre-nœuds très courts de la tige fait qu'ils se touchent). Ces stratégies propres aux plantes clonales, leur confèrent un grand pouvoir compétitif et détermine en grande partie la mobilité végétative. Cette mobilité par croissance clonale est également modulée par des facteurs biotiques et abiotique de la plante : compétition pour la lumière au cours des stades précoces de la succession végétale, défense contre les herbivores perturbations (sécheresse récurrente, action anthropique), richesse du sol. La mobilité végétative combinée à l'établissement de nouveaux individus issus de graines expliquerait la dynamique végétale dans un milieu donné.

## Vocabulaire spécifique
Le fait que certains végétaux se reproduisent par clonage en complément de la reproduction sexuée implique l'emploi de termes particuliers pour désigner les différents éléments d'une ensemble d'individus apparentés, fonction que remplissent par exemple les termes fils ou fille, chez les êtres vivants se reproduisant comme nous par voie sexuelle.